# Anna Wahl
Anna Maria Wahl, född 25 oktober 1956 i Stockholm, är en svensk företagsekonom och professor, verksam vid Kungliga Tekniska Högskolan i Stockholm.

## Bakgrund och forskningsverksamhet
Wahl började studera till ekonom vid Handelshögskolan direkt efter gymnasiet. Men hon reagerade på teorierna som lärdes ut. I en intervju sa hon: "När jag läste nationalekonomi och företagsekonomi var det som om kvinnor inte fanns. Jag kände mig som en gäst – i teorierna, i miljön och genom att alla lärare var män."
Wahl blev civilekonom på Handelshögskolan i Stockholm 1980, genomförde projektarbete med Jämställdhet inom livsmedelsindustrin vid Arbetslivscentrum 1980–1982, projektarbete med Kvinnor och Ledarskap vid Handelshögskolan i Stockholm och Rådet för företagsledning och arbetslivsfrågor 1981–1983 och disputerade i företagsekonomi vid nämnda högskola 1992 på en avhandling om könsstrukturer i organisationer. År 1998 blev hon docent. Wahl verkade under en period på handelshögskolan, men lämnade handelshögskolan 2004.
2008 utnämndes hon till professor i Genus, organisation och ledning vid Kungliga Tekniska högskolans institution för industriell ekonomi och organisation. 
Wahls huvudsakliga forskningsfrågor handlar om kön som maktrelation i organisationer relaterade till processer av förändring och motstånd. Hon har medverkat i statliga utredningar om könsfördelningen på chefspositioner i näringslivet och var särskild utredare för den utredning som låg till grund för ”Mansdominans i förändring” (SOU 2003:16) och ”Ökad medvetenhet men långsam förändring” (SOU 2014:80). Hon har varit gästprofessor vid Karlstad universitet 2004-2005 och vid Linköpings universitet 2012-2014. 2017-2022 var Anna Wahl vicerektor för Kungliga Tekniska högskolan med särskilt ansvar för värdegrunds- och jämställdhetsfrågor.

## Privatliv
Wahl är dotter till David Wahl.